# فرودگاه مینرالنیه وودی
فرودگاه مینرالنیه وودی (به انگلیسی: Mineralnye Vody Airport) یک فرودگاه همگانی با کد یاتا MRV است که یک باند فرود بتن دارد و طول باند آن ۳۹۰۰ متر است. این فرودگاه در شهر مینرالنیه وودی کشور روسیه قرار دارد و در ارتفاع ۳۲۱ متری از سطح دریا واقع شده‌است.

## شرکت‌های هواپیمایی و مقصدهای پروازی
| شرکت‌های هواپیمایی                 | مقصدهای پروازی |
| --------------------------------- | --- |
| آئروفلوت                          | شرمتیوو |
| آئروفلوت اجرا توسط روسیه ایرلاینز | ونوکووا، سیمفروپول، پالکوو، تاشکند                                                                                      |
| شرکت هواپیمایی آرمنیا             | زوارتنوتس |
| آسترا ایرلاینز                    | سالونیک |
| آزل‌جت                             | حیدر علی‌اف |
| آذربایجان ایرلاینز                | فصلی: گنجه |
| بوتا ایرویز                       | حیدر علی‌اف (آغاز از ۳ سپتامبر ۲۰۱۷)                                                                                     |
| الین‌ایر                           | سالونیک چارتر فصلی: هراکلین                                                                                             |
| فلای‌دبی                           | دوبی |
| کومی‌اویاترنس                      | کالوگا گرابتسف فصلی: سیکتیوکار                                                                                          |
| نورداستار                         | دوموده‌دوو، الیکل، کولتسوو                                                                                               |
| نوردویند ایرلاینز                 | چارتر فصلی: سووارنابومی، بورگاس، پوکت، شارجه                                                                            |
| پگاسوس ایرلاینز                   | صبیحه گوکچن |
| رد وینگز ایرلاینز                 | دوموده‌دوو |
| RusLine                           | فصلی: سوچی |
| اس۷ ایرلاینز                      | دوموده‌دوو، تولمچوا |
| ساراتوف ایرلاینز                  | فصلی: کورومچ، سرتو تسنترلنی                                                                                             |
| اسکات ایرلاینز                    | آقتائو، آستانه فصلی: آتیرائو                                                                                            |
| اورال ایرلاینز                    | چلیابینسک، دوشنبه، اویتاش، دوموده‌دوو، سوچی، پالکوو، بن گوریون (آغاز از ۱۱ اکتبر ۲۰۱۷)، کولتسوو چارتر فصلی: فدریکو فلینی |
| یوتی‌ایر اوییشن                    | ونوکووا، پالکوو، سورگوت                                                                                                 |
| ازبکستان ایرویز                   | تاشکند |
| یامال ایرلاینز                    | رسچینو |